# Köja i Nyhamn
Köja i Nyhamn – miejscowość (småort) w Szwecji w gminie Kramfors w regionie Västernorrland. Około 119 mieszkańców.